# Európai Gazdasági Térség
Az Európai Gazdasági Térség (rövidítése: EGT) az Európai Unió és az Európai Szabadkereskedelmi Társulás tagjai által létrehozott intézmény, az Európai Unió Egységes Piacának kiterjesztése.
Az Európai Gazdasági Térség kiterjeszti az Európai Közösség egységes közös piacát azoknak az országoknak a piacgazdaságával, amelyek nem kívánnak az Európai Unió politikai közösségében tagként részt venni. Az Egységes Piacra vonatkozó szabályozás, illetve az Európai Bíróság joghatósága többnyire kiterjed az egész Európai Gazdasági Térségre.

## Tagállamai
Az alábbi országok tagjai az Európai Gazdasági Térségnek (EGT-államok)
- Az Európai Unió tagállama:
  - Ausztria
  - Belgium
  - Bulgária
  - Ciprusi Köztársaság
  - Csehország
  - Dánia
  - Észtország
  - Finnország
  - Franciaország
  - Görögország
  - Hollandia
  - Horvátország
  - Írország
  - Lengyelország
  - Lettország
  - Litvánia
  - Luxemburg
  - Magyarország
  - Málta
  - Németország
  - Olaszország
  - Portugália
  - Románia
  - Spanyolország
  - Svédország
  - Szlovákia
  - Szlovénia
- az Európai Gazdasági Térségről szóló megállapodásban részes más állam:
  - Izland
  - Liechtenstein
  - Norvégia

- Svájc, amely ugyan nem tagja az Európai Gazdasági Térségnek, de az Európai Közösséggel és a tagállamokkal kötött szerződés alapján a személyek szabad mozgása vonatkozásában azonos jogállású.

Az Európai Gazdasági Térség tagjai az Európai Unió tagállamai mellett az Európai Szabadkereskedelmi Társulás (EFTA) tagjai közül: Izland, Norvégia és Liechtenstein. Az EFTA negyedik tagja, Svájc az Unió piacához kétoldalú szerződésekkel kapcsolódik.
Az Egyesült Királyság 2020. december 31-ig volt részese az Európai Gazdasági Térségről szóló megállapodásnak.